# Мин, Салли
Са́лли Мин (англ. Sally Meen; 13 июня 1965) — британская журналистка и телеведущая.

## Биография
Родилась 13 июня 1965 года в семье доктора Тревора Мина и его жены-медсестры Дженнифер Мин. У Салли Мин есть четыре брата и сестра, включая младшего единоутробного брата-актёра Мэттью Гуда (род. 1978).
Начала свою журналистскую карьеру в 1980-х годах. В начале карьеры работала на Television South West, а после вела прогноз погоды на GMTV.
В 1990-х годах в течение трёх лет Салли была замужем за спортивным агентом Ником Чесуортом. С 4 сентября 2006 года замужем во второй раз — за оператором Рассом Линдсейем, с которым встречалась два года до их свадьбы. У супругов есть двое дочерей — Тилли Дженнифер Линдсей (род. 14 марта 2008) и Флора Лотти Линдсей (род. 8 июля 2010).